# Aurel Onciul
Aurel Onciul sau Aurel cavaler de Onciul (în germană Aurel Ritter von Onciul)  (n. 29 februarie sau 12 martie 1864, Vicovu de Sus. Austro-Ungaria – d. 30 septembrie sau 7 octombrie 1921, București, România) a fost un politician care i-a reprezentat pe românii din Bucovina austriacă la începutul secolului al XX-lea, expert jurist în dreptul asigurărilor și membru al Dietei Bucovinei, precum și al Consiliului Imperial.
A slujit ca ofițer în armata austro-ungară. S-a remarcat ca politician austrofil și loialist, iar în timpul destrămării Dublei Monarhii s-a aflat printre cei care a susținut o diviziune a provinciei pe linii etnice, într-o parte sudică ce ar fi urmat să fie controlată de români și o parte nordică ce ar fi urmat să fie controlată de ucraineni.

## Familia și primii ani
Aurel Onciul s-a născut în comuna Vicovu de Sus (fostul județ Rădăuți, azi județul Suceava). Tatăl său a fost profesorul universitar Isidor Onciul (1834-1897). Viitorul politician a finalizat ciclul secundar de învățământ la Academia Tereziană din Viena. Ulterior a absolvit Facultatea de Drept a Universității din Viena.

## Cariera

### Avocat
A profesat ca avocat și a servit în armată pe post de ofițer de administrație. În perioada 1885-1889 a lucrat la Viena și în Austria Inferioară pentru un birou financiar. În perioada 1889-1896 a fost autorizat de către Ministerul de Interne ca interpret autorizat de limbă română, iar în 1893 ca editor al versiunii în limba română a Codului Imperial.
În anul 1893 s-a transferat la departamentul tehnic de asigurări. În calitate de expert în dreptul asigurărilor a contribuit la crearea Societății de Asigurări de viață din Brno, Comitetul Provincial din Moravia solicitându-l ca expert în 1899 și însărcinându-l cu elaborarea statutului, a condițiilor de asigurare și a planurilor de asigurare ale viitoarei instituții financiare. Compania de asigurări de viață a fost apoi înființată în 1901 și Onciul a ocupat funcția de director al acesteia până în anul 1903 și pe cea de director general până în 1906. În perioada petrecută în Moravia (1896-1906) a ocupat și funcția de profesor particular de dreptul asigurărilor, iar din 1898 până în 1903 pe cea de profesor onorific asociat la Universitatea Tehnică Germană din Brno, unde a predat bazele Constituției austriece și doctrina administrației publice .

### Om politic
Între 1903 și 1918 a fost membru al Dietei Bucovinei. De asemenea, a fost membru al Consiliului Imperial (Parlamentul național al Cisleithaniei), unde a câștigat un loc la alegerile din 1905 pentru curia comunităților rurale din Bucovina, în districtul Storojineț. A reușit să-și păstreze mandatul la alegerile pentru Consiliul Imperial din 1907, când a avut loc pentru prima dată un sufragiu universal și egal, precum și în 1911 când a fost ales în circumscripția bucovineană nr. 14. A fost lider al Partidului Național Român din Bucovina.
La 28 noiembrie 1905 l-a întâlnit pe Florea Lupu, cu care va colabora ulterior și care-i va fi cumnat.
În 1900 a fost desemnat lider al Partidul Țărănesc Democrat, iar în 1906 a figurat în Consiliul Imperial ca membru al facțiunii române, poziție pe care și-a păstrat-o inclusiv după alegerile din 1907 și 1911. În politică a fost rival al lui Iancu Flondor, deși temporar în perioada 1908-1910 a colaborat cu acesta. Ca lider al Partidului Țărănesc Democrat s-a orientat spre segmentul  social-democrat al populației rurale, spre cler și spre profesorii rurali. Acuzat de machiavellism, Onciul nu a reușit să atragă sprijinul intelectualilor, care la vremea respectivă erau mai preocupați de chestiunea națională, după eșecul Compromisului austro-ungar. În plus, în ținuturile românești din Bucovina nu a reușit să câștige sprijinul popular, datorită faptului că s-a aflat de partea rutenilor în ceea ce privește solicitarea acestora privind teritoriile din nordul provinciei.
În ianuarie 1908 Onciul a avut un conflict cu jurnalistul Karl Klüger, redactor-șef al ziarului Czernowitzer Tagblatt. Klüger s-a simțit lezat de declarațiile lui Onciul și a cerut satisfacție, provocându-l pe acesta la un duel. Ambii au fost răniți în acel duel, fără însă ca litigiul să fi fost soluționat. Sfârșitul aceluiași an l-a găsit pe Onciul în litigiu cu deputatul rutenilor Nicolae Wassilko. A fondat și condus gazetele Privitorul (1902-1903) și Foaia poporului (1909-1914). Aurel Onciul a fost membru al Consiliului Național Român al Bucovinei (octombrie-noiembrie 1918).
În 1918 ultimul guvernator austriac al Bucovinei, Josef Ezdorf, a predat puterea comisarului național ucrainean Omelian Popowicz și lui Onciul – autoproclamat comisar național român. Aceasta s-a petrecut într-un context în care Aurel Onciul, fără a fi împuternicit de către Consiliului Național Român, împreună cu ucrainenii trecuseră la împărțirea fostei provincii. Rivalul său Iancu Flondor a denunțat intențiile lui Onciul și a cerut intervenția României, punând capăt acordului cu ucrainenii.
Pentru mai multe detalii, vedeți Lovitura de stat din Ducatul Bucovinei din 6 noiembrie 1918.
La sfârșitul vieții, Onciul s-a retras din politică. A murit în toamna anului 1921 în București,fiind înmormântat în cavoul familiei din Cernăuți.  Într-un necrolog ulterior publicat în presă, Onciul a fost descris  ca având origini române, impactul întregii sale activități fiind însă german.
Din anul 1992, un bulevard din Cernăuți îi poartă numele.